# Bismarckturm (Wettin)
Der Bismarckturm ist ein denkmalgeschützter Turm in der Ortschaft Wettin der Gemeinde Wettin-Löbejün im Saalekreis in Sachsen-Anhalt. Im örtlichen Denkmalverzeichnis ist der Turm unter der Erfassungsnummer 094 55448 als Baudenkmal verzeichnet.

## Beschreibung
Beim Bismarckturm in Wettin handelt es sich um einen Aussichtsturm, der zur Verehrung von Otto von Bismarck errichtet wurde. Mit der Planung des Turmes wurde 1899 begonnen. In den ersten Entwürfen waren zwei Feuerschalen vorgesehen, die aufgrund der Brandgefahr für die umliegenden Bäume jedoch wieder gestrichen wurden.
Der Bau des Turms, der vom Architekten Conrad aus Leipzig entworfen wurde, begann am 4. Oktober 1904 (Grundsteinlegung am 18. September 1904) und endete im Mai 1905. Die offizielle Einweihung fand am 4. Juni 1905 statt.
Der Bismarckturm steht auf dem Großen Schweizerling westnordwestlich des Wettiner Ortskerns. Er wurde aus Porphyrsteinen erbaut und ähnelt in seinem Aussehen stark einigen norddeutschen Stadttoren, besonders denen von Stendal. Insgesamt ist der Turm 21,5 Meter hoch.
Mit der Umbenennung und Umwidmung des Turmes, nach dem Zweiten Weltkrieg im Jahre 1950 in einen Friedensturm, verschwanden die Hinweise auf Bismarck am Turm. Diese wurden erst 1992 wieder angebracht. Darunter zählt auch eine Tafel mit der Inschrift Wir Deutschen fürchten Gott sonst nichts in der Welt.
Der Turm ist für die Öffentlichkeit zugänglich und beheimatet seit 2015 auch ein Bogenmuseum.